# Pietro Bianchi
Pietro Bianchi (Milán, Italia, 5 de marzo de 1883- Milán, 1 de julio de 1965) fue un gimnasta artístico italiano, campeón olímpico en Amberes 1920 en el concurso por equipos "sistema europeo".

## Carrera deportiva
En las Olimpiadas celebradas en Amberes (Bélgica) en 1920 consigue el oro en el concurso por equipos "sistema europeo", por delante de los belgas y franceses, y siendo sus compañeros de equipo los gimnastas: Arnaldo Andreoli, Ettore Bellotto, Luigi Cambiaso, Fernando Bonatti, Luigi Contessi, Carlo Costigliolo, Luigi Costigliolo, Giuseppe Domenichelli, Roberto Ferrari, Carlo Fregosi, Romualdo Ghiglione, Ambrogio Levati, Francesco Loi, Vittorio Lucchetti, Luigi Maiocco, Ferdinando Mandrini, Lorenzo Mangiante, Antonio Marovelli, Michele Mastromarino, Giuseppe Paris, Manlio Pastorini, Ezio Roselli, Paolo Salvi, Giovanni Tubino, Giorgio Zampori y Angelo Zorzi.